# Pachyphyllum
Pachyphyllum es un género de orquídeas originarias de México y América tropical.

## Características
Son especies epifitas o de hábitos terrestres que se encuentran en alturas de hasta 3.700 metros.

## Especies
- Pachyphyllum breviconnatum  Schltr. (1921)
- Pachyphyllum bryophytum  Schltr. (1924)
- Pachyphyllum bucarasicae  Kraenzl. (1923)
- Pachyphyllum capitatum  Kraenzl. (1906)
- Pachyphyllum cardenasii  L.B.Sm. & S.K.Harris (1936)
- Pachyphyllum costaricense  (Ames & C.Schweinf.) L.O.Williams (1938)
- Pachyphyllum crystallinum  Lindl. (1846)
- Pachyphyllum cuencae  Rchb.f. (1876)
- Pachyphyllum cyrtophyllum  Schltr. (1918)
- Pachyphyllum dalstroemii  Dodson (1997)
- Pachyphyllum denticulatum  (Ruiz & Pav.) Schltr. (1921)
- Pachyphyllum distichum  Kunth (1816) - especie tipo
- Pachyphyllum ecallosum  D.E.Benn. & Christenson (2001)
- Pachyphyllum falcifolium  Rchb.f. (1876)
- Pachyphyllum favosifolium  Kraenzl. (1923)
- Pachyphyllum gracillimum  C.Schweinf. (1947)
- Pachyphyllum hagsateri  Dodson (1996)
- Pachyphyllum hartwegii  Rchb.f. (1855)
- Pachyphyllum herzogii  Schltr. (1916)
- Pachyphyllum hispidulum  (Rchb.f.) Garay & Dunst. (1965)
- Pachyphyllum lycopodioides  Schltr. (1921)
- Pachyphyllum mexicanum  Dressler & Hágsater (1976)
- Pachyphyllum micrangis  Schltr. (1920)
- Pachyphyllum micranthum  Schltr. (1920)
- Pachyphyllum minus  Schltr. (1912)
- Pachyphyllum nubivagum  L.O.Williams (1938)
- Pachyphyllum pamplonense  Kraenzl. (1923)
- Pachyphyllum parvifolium  Lindl. (1837)
- Pachyphyllum pastii  Rchb.f. (1855)
- Pachyphyllum pectinatum  Rchb.f. (1878)
- Pachyphyllum peperomioides  Kraenzl. (1923)
- Pachyphyllum piesikii  Szlach. (2007)
- Pachyphyllum pseudodichaea  Rchb.f. (1878)
- Pachyphyllum serra  Rchb.f. (1855)
- Pachyphyllum squarrosum  Lindl. (1845)
- Pachyphyllum steyermarkii  Foldats (1968)
- Pachyphyllum tajacayaense  D.E.Benn. & Christenson (2001)
- Pachyphyllum tenue  Schltr. (1921)
- Pachyphyllum tortuosum  Foldats (1969)
- Pachyphyllum vaginatum  Schltr. (1924)

## Sinonimia
- Orchidotypus Kraenzl. (1906)